# シフォンケーキ

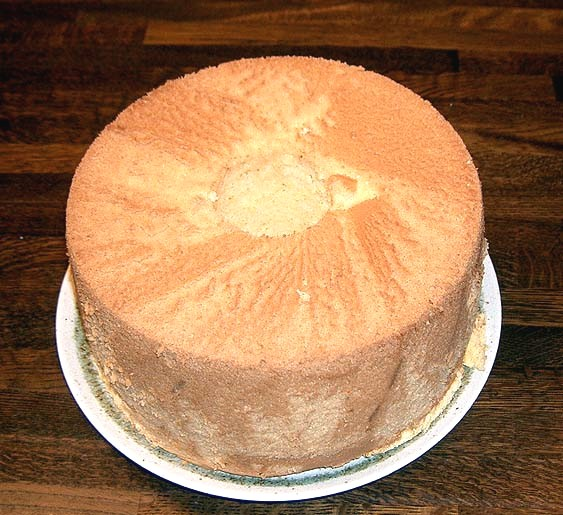
シフォンケーキ

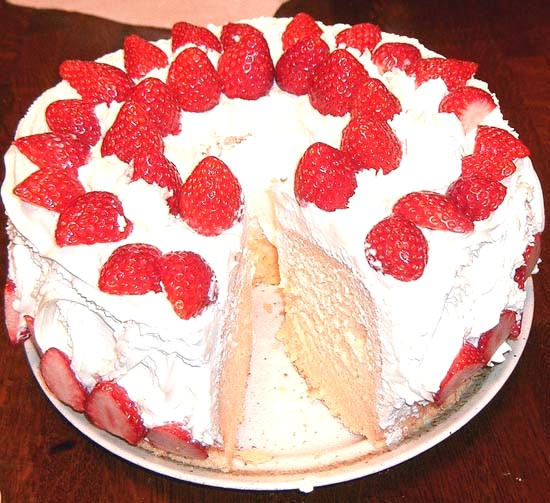
デコレーション後のシフォンケーキ

シフォンケーキ（英語: chiffon cake）は、小麦粉、砂糖、泡立てた卵白、サラダ油を主な材料とする、ふんわりと焼いた洋菓子の一種。

## 概要
シフォン（chiffon）は絹のようにふんわりしていることに由来し、泡立てた卵白（メレンゲ）によって大きく膨化したケーキを意味する。
シフォンケーキはスポンジケーキの一種とされることがある。一方でケーキを材料と調製工程で三分する考え方では、パウンドケーキなど膨化が小さく油脂含量が多いバッタータイプ、スポンジケーキなど膨化が大きく油脂含量の少ないフォームタイプ、その中間的な材料と製法で作られるシフォンタイプに分けられ、シフォンケーキはシフォンタイプに属する。
フォームタイプとシフォンタイプの違いは、第一に油脂添加の有無、第二に卵黄と液体油の乳化の有無にあり、シフォンタイプは調製工程に乳化を含む。シフォンケーキはバターではなくサラダ油などの液体油を用いることが特徴となっており、融点の高いバターを使用する場合に生じる生地中での油脂の凝集などの問題を回避し、シフォンケーキ特有の軟らかさを作り出すのに大きな役割を果たしている。

## 歴史
1927年にアメリカ合衆国カリフォルニア州ロサンゼルスの一介の保険外交員で料理愛好家、ハリー・ベーカー（Harry Baker、1884年 - 1974年）によって、卵白のみを用いて作るエンゼルフードケーキを元に考案され、食感が絹織物のシフォンのように軽いことから名付けられた。ベーカーのシフォンケーキは、ハリウッドの芸能人のパーティやブラウン・ダービー・レストランから注文を受けるほどの人気を博した。ベーカーはレシピを公表しなかったため、その製法は長く謎とされていたが、1947年に自らの高齢などを理由としてレシピがゼネラルミルズ社に売却され、長い間の謎とされてきた「生地に植物油（サラダ油）を加える」ということがこの時に明かされた。ゼネラルミルズ社が1950年に出版したレシピにはベーキングパウダーが入っていたが、多量のよく泡立てた卵白（メレンゲ）が膨張剤として十分に作用するため、下記のようにベーキングパウダーを省略したレシピも多い。
シフォンケーキ型 (Angel Food Cake Pan) を用いて中央に穴が空いた形に焼き上げるのが特徴であるが、この形は元々アメリカ発祥の菓子の1つでシフォンケーキ発想の元になった、ともいわれているエンゼルフードケーキのために作られたものである。

## 製法

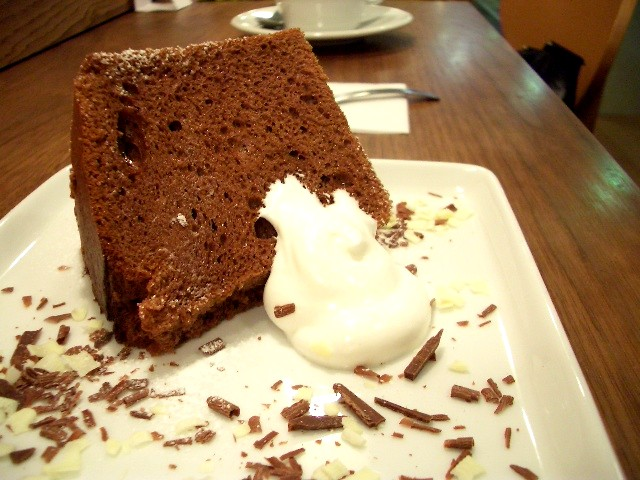
チョコレートシフォンケーキ

### 基本材料
- 鶏卵
- 小麦粉
- 砂糖
- サラダ油
- 水
- 食塩

ハリー・ベーカーのオリジナルレシピでは、メレンゲの安定剤として酒石酸を少量使用する（卵白Mサイズ3個分に対して1.5g）。
ココアパウダーを小麦粉と一緒にふるって用いるチョコレートシフォンケーキもある。

### 作り方
1. 卵黄に砂糖を加えたものを湯煎しながらかき混ぜ、サラダ油を馴染ませながら入れ、水を入れる（一気に入れても良い）。そして小麦粉（主に薄力粉）とひとつまみの食塩を加え、粘り気が出ない程度にまんべんなくまぜる。
2. 別のボウルで卵白に砂糖を少量入れて角が立つまで泡立て（目安はひっくり返しても落ちない程度）、先に用意した卵黄生地に3分の1ずつ分けて泡が消えないようにしながらまんべんなく混ぜ、専用の型（シフォンケーキ型）に入れる。オーブンに入れて160-180℃で約40分間焼き上げる。
3. 焼きあがったら型を逆さにしてワインボトルなどに中央の穴を刺し込み、常温になるまで置いておく（逆さにしないと自重でしぼんでしまうことがある）、ケーキ用ナイフまたはスパチュラなどを使ってゆっくりと型から取り外す。